# Linekita
La linekita és un mineral de la classe dels carbonats. Rep el nom del Dr. Allan Línek (1925–1984), un físic txec i cristal·lògraf de l'Institut de Física de l'Acadèmia de Ciències de la República Txeca, per la seva important contribució a la ciència de l'estructura.

## Característiques
La linekita és un carbonat de fórmula química K₂Ca₃[(UO₂)(CO₃)₃]₂·8H₂O. El contingut d'aigua és una mica variable i oscil·la entre 7 i 8 H₂O pfu. Cristal·litza en el sistema ortoròmbic. La seva duresa a l'escala de Mohs es troba entre 2 i 3. És una espècie molt propera a la braunerita.
L'exemplar que va servir per a determinar l'espècie, el que es coneix com a material tipus, es troba conservat a les col·leccions del departament de mineralogia i petrologia del Museu Nacional de Praga, a la República Txeca, amb el número de catàleg: p1p 2/2012.

## Formació i jaciments
Es forma a partir de solucions aquoses riques en urani, i el seu origen està associat a processos posteriors a la mineria. Va ser descoberta al filó Geschieber de la mina Svornost, situada a la localitat de Jáchymov, al districte de Karlovy Vary (Regió de Karlovy Vary, República Txeca), on es troba en forma de cristalls tabulars, majoritàriament isomètrics, de fins a 0,5 mm de diàmetre, normalment en múltiples intercreixements. Aquest indret és l'únic a tot el planeta on ha estat descrita aquesta espècie mineral.